# Innocence + Experience Tour
L'Innocence + Experience Tour, stilizzato in iNNOCENCE + eXPERIENCE Tour,  è stato il sedicesimo tour mondiale della band irlandese U2, a supporto del suo tredicesimo album in studio, Songs of Innocence.
Il tour fu annunciato il 3 dicembre 2014 attraverso il sito ufficiale del gruppo.
Il concerto finale del 7 dicembre 2015 a Parigi è stato registrato per creare l'album dal vivo U2 Innocence + Experience Live in Paris.

## Storia

### Prima tappa - Nord America
Il tour è iniziato ufficialmente il 14 maggio alla Rogers Arena di Vancouver, dopo tre settimane di prove sempre nella città canadese. A differenza del precedente tour della band irlandese, lo U2 360º Tour, svoltosi interamente negli stadi, questa tournée si svolge soltanto nelle arene.
La caratteristica del tour è che si va da un minimo di due concerti per città a un massimo di otto (quest'ultimo è un record assoluto per la band), con pause di tre giorni laddove i concerti superino le due date.
A causa dell'incidente capitatogli a fine 2014, in seguito al quale la band dovette annullare il tour promozionale dell'album Songs of Innocence, Bono - per la prima volta nella storia concertistica nella band - è impossibilitato a suonare la chitarra ritmica che spesso il leader degli U2 ha usato in passato, specie in One.
Le scalette dei concerti sono divise in due parti: la prima, che va da The Miracle (of Joey Ramone) fino a Until the End of the World, con brani tratti sia dall'ultimo album - la canzone d'apertura, Iris (Hold Me Close), Cedarwood Road, Song for Someone e Raised By Wolves - sia con canzoni provenienti dal primo periodo della band irlandese - ovvero quello compreso tra Boy e War - in un filotto di canzoni che esplorano le origini della band, sia a livello artistico che umano.
La seconda parte, che si apre con Invisible, è invece caratterizzata - oltre dal solito momento acustico coi soli Bono e The Edge in cui il pezzo fisso è Every Breaking Wave - dai brani di maggior successo degli U2, come Even Better Than the Real Thing, Mysterious Ways, Bullet the Blue Sky (che ritorna dopo nove anni, nonostante sia stata fino al 2006 un punto fisso nelle scalette fin dall'esordio nel The Joshua Tree Tour), With or Without You, Pride (In the Name of Love), Beautiful Day e Bad.
I bis, costituiti solitamente da tre brani, sono composti prevalentemente da City of Blinding Lights, Where the Streets Have No Name e una a rotazione tra I Still Haven't Found What I'm Looking For, One e 40.
Nel corso della prima tappa, tuttavia, sono stati proposti altri brani, alcuni dei quali non venivano eseguiti da diverso tempo: Gloria, October, When Love Comes to Town, Sweetest Thing, Two Hearts Beat as One, In God's Country, Satellite of Love (sebbene sia la cover di una canzone di Lou Reed, fu un caposaldo durante lo ZooTv Tour del 1992-1993), più Ordinary Love, al debutto assoluto. Da Songs of Innocence sono state suonate anche Volcano, California (There Is No End to Love), The Troubles, Lucifer's Hands e The Crystal Ballroom, queste ultime due presenti nell'edizione deluxe dell'album.

### Seconda tappa - Europa
La parte europea del tour è iniziata con le uniche date italiane, tenutesi al Pala Alpitour di Torino, il 4 e il 5 settembre 2015, nella seconda delle quali è stato presente il cantante italiano Zucchero Fornaciari, amico del frontman Bono.
A livello di scaletta, le uniche novità rispetto ai concerti nordamericani sono October, in pianta stabile tra Every Breaking Wave e Bullet the Blue Sky, e Zooropa, la quale sfuma poi in Where the Streets Have No Name. La canzone che apre The Joshua Tree non si trova più negli encores (al suo posto Beautiful Day), ma in chiusura di main set, assieme a Pride (In The Name Of Love) e With or Without You. Negli encores, Bad ha progressivamente trovato spazio fino a diventare un pezzo stabile in chiusura di concerto, prima di One o 40.
Oltre a Zooropa, hanno esordito in questo tour anche Magnificent, Zoo Station, New Year's Day e Spanish Eyes.

## Scaletta
Secondo setlist.fm, la seguente rappresenta la scaletta media utilizzata durante il tour.
Atto I
1. The Miracle (of Joey Ramone)
2. The Electric Co.
3. Vertigo
4. I Will Follow
5. Iris (Hold Me Close)
6. Cedarwood Road
7. Song for Someone
8. Sunday Bloody Sunday
9. Raised by Wolves
10. Until the End of the World

Atto II
1. Invisible
2. Even Better Than the Real Thing
3. Mysterious Ways
4. Elevation
5. Desire
6. Every Breaking Wave
7. October
8. Bullet the Blue Sky
9. Zooropa
10. Where the Streets Have No Name
11. Pride (In the Name of Love)
12. With or Without You

Encore
1. City of Blinding Lights
2. Beautiful Day
3. One

## Formazione
- Bono - voce, armonica a bocca
- The Edge - chitarra, pianoforte, cori
- Adam Clayton - basso
- Larry Mullen - batteria, percussioni, cori

## Date del tour
| 1.286.416 / 1.286.416 (100%) |
| ---------------------------- |

| $152.228.227 |
| ------------ |

## Spostamenti
| Data             | Città  | Stato   | Luogo             | Causa                                                                            |
| Europa           | Europa | Europa  | Europa            | Europa                                                                           |
| ---------------- | ------ | ------- | ----------------- | -------------------------------------------------------------------------------- |
| 14 novembre 2015 | Parigi | Francia | AccorHotels Arena | Spostate al 6 e 7 dicembre a causa degli Attentati del 13 novembre 2015 a Parigi |
| 15 novembre 2015 | Parigi | Francia | AccorHotels Arena | Spostate al 6 e 7 dicembre a causa degli Attentati del 13 novembre 2015 a Parigi |